# 阿贝热芒拉龙斯
阿贝热芒拉龙斯（法語：Abergement-la-Ronce，法語發音：[abɛʁʒəmɑ̃ la ʁɔ̃s]）是法国汝拉省的一个市镇，位于该省西北部，属于多勒区。

## 地理
阿贝热芒拉龙斯（47°4'12"N, 5°22'9"E）面积7.12 平方千米，位于法国勃艮第-弗朗什-孔泰大區汝拉省，该省份为法国东部内陆省份，北起上索恩省，西北接科多尔省，西临索恩-卢瓦尔省，南至安省，东与杜省和瑞士接壤。
与阿贝热芒拉龙斯接壤的市镇（或旧市镇、城区）包括：萨姆雷、索恩河畔圣桑福里安、欧米尔、当帕里、圣欧班、塔沃。

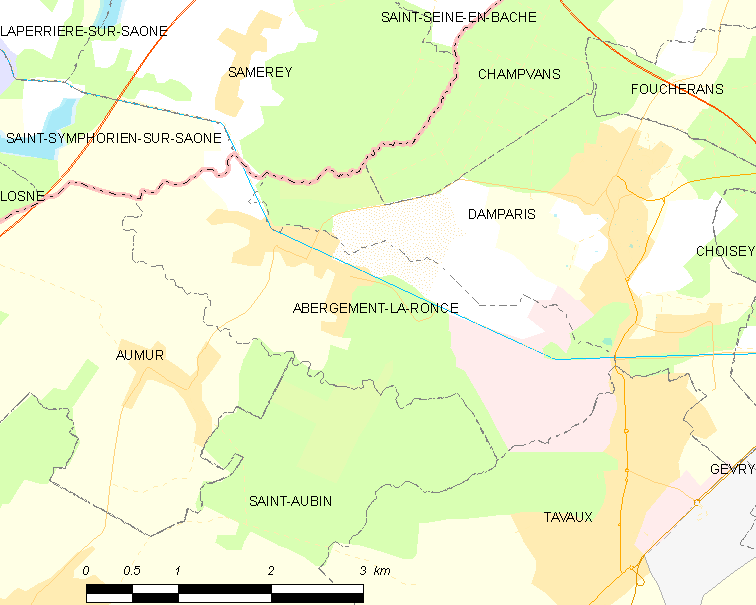
阿贝热芒拉龙斯的OSM定位图

阿贝热芒拉龙斯的时区为UTC+01:00、UTC+02:00（夏令时）。

## 行政
阿贝热芒拉龙斯的邮政编码为39500，INSEE市镇编码为39001。

## 政治
阿贝热芒拉龙斯所属的省级选区为塔沃县。

## 人口

1962-2008年间阿贝热芒拉龙斯人口变化图示

阿贝热芒拉龙斯于2022年1月1日时的人口数量为832人。